# Сбежня
Сбежня (рос. Сбежня) — присілок в Мещовському районі Калузької області Російської Федерації.
Населення становить 8 осіб. Входить до складу муніципального утворення Залізнична станція Кудринська.

## Історія
Від 2004 року входить до складу муніципального утворення Залізнична станція Кудринська.

## Населення
| 2002 | 2010 |
| ---- | ---- |
| 6    | ↗8   |